# Enabling technology
Unter Enabling technology (deutsch meist Enabling-Technologie) versteht man Technologien (oder auch materielle Ausstattung oder Gerätschaften), die für sich oder in Kombination mit anderen Technologien bedeutende Sprünge in Leistung und Fähigkeiten des Anwenders erzeugen. Charakteristisch ist, dass nach Entwicklung der Technologie der Sektor eine radikale Neuerung und Umwandlung erfährt.
Beispiele für Enabling technologies sind historisch Feuermachen, der Buchdruck in Kombination mit der Papierherstellung, oder zeitgenössisch Antibiotika in der Medizin, oder Computer und Internet. Moderne Begriffe für bestimmte Gruppen von Enabling technologies sind auch  Neue Technologien (in der Technik),  Neue Materialien oder Neue Medien.
Gebraucht wird häufig auch der Begriff der Key enabling technology (KET), wenn es um erkannte oder vermutete Enabling-Technologien geht, die als Initiator oder Katalysator (Schlüsseltechnologie) eines weitreichenden, über die Materie der Anwendung selbst hinausgehenden Komplexes an Neuerungen dienen könnten. Als solches gilt beispielsweise historisch die Dampfmaschine als Energiequelle für die industriellen Revolution mit allen ihren Folgen bis hin zu politisch-gesellschaftlichen Konsequenzen, oder aktuell die Nanotechnologie oder der 3D-Drucker, deren vielfältiges Potential in der Anwendung noch gar nicht abgeschätzt werden kann. Für die Auswirkungen der Key enabling technologies Computer/Internet in ihrer Anwendung in der Technik und Produktion hat sich der Ausdruck Industrie 4.0 eingebürgert.